# Skwierzyna
Skwierzyna là một thị trấn thuộc huyện Międzyrzecki, tỉnh Lubuskie ở tây Ba Lan. Thị trấn có diện tích 36 km². Đến ngày 1 tháng 1 năm 2011, dân số của thị trấn là 10098 người và mật độ 281 người/km².